# Exhibition-class
De exhibition-class is een wedstrijdklasse bij Amerikaanse Heuvelklim-wedstrijden. 
In de Exhibition-class zijn alle wijzigingen aan motoren toegestaan. Normaal gesproken betekent dat dat een standaard crossframe wordt aangepast zodat er een of twee zware viercilinder motoren in passen en wordt de achtervork verlengd. 